# Kazańskie Zjednoczenie Przemysłu Lotniczego

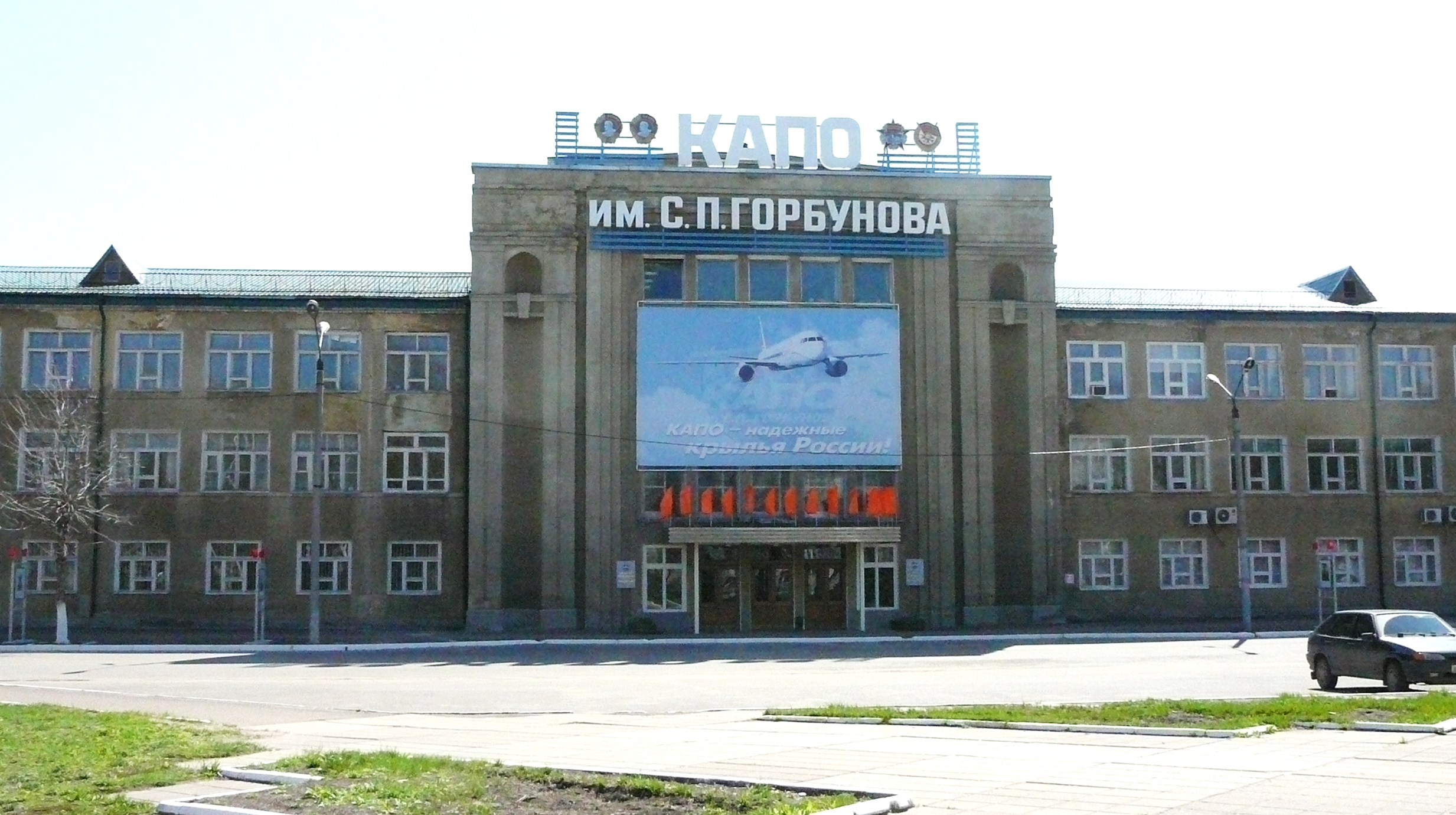
Siedziba przedsiębiorstwa

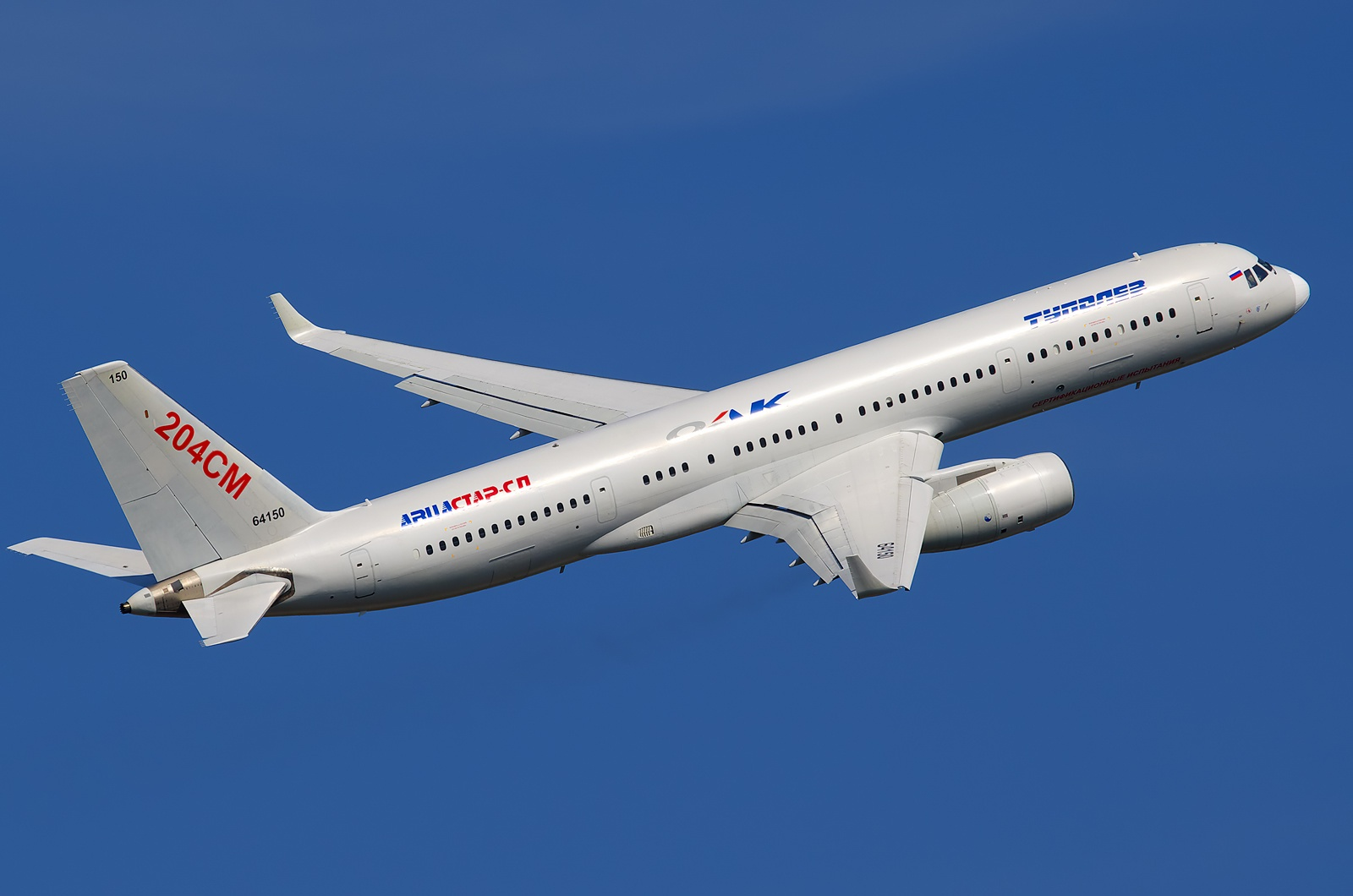
Samolot pasażerski Tu-204

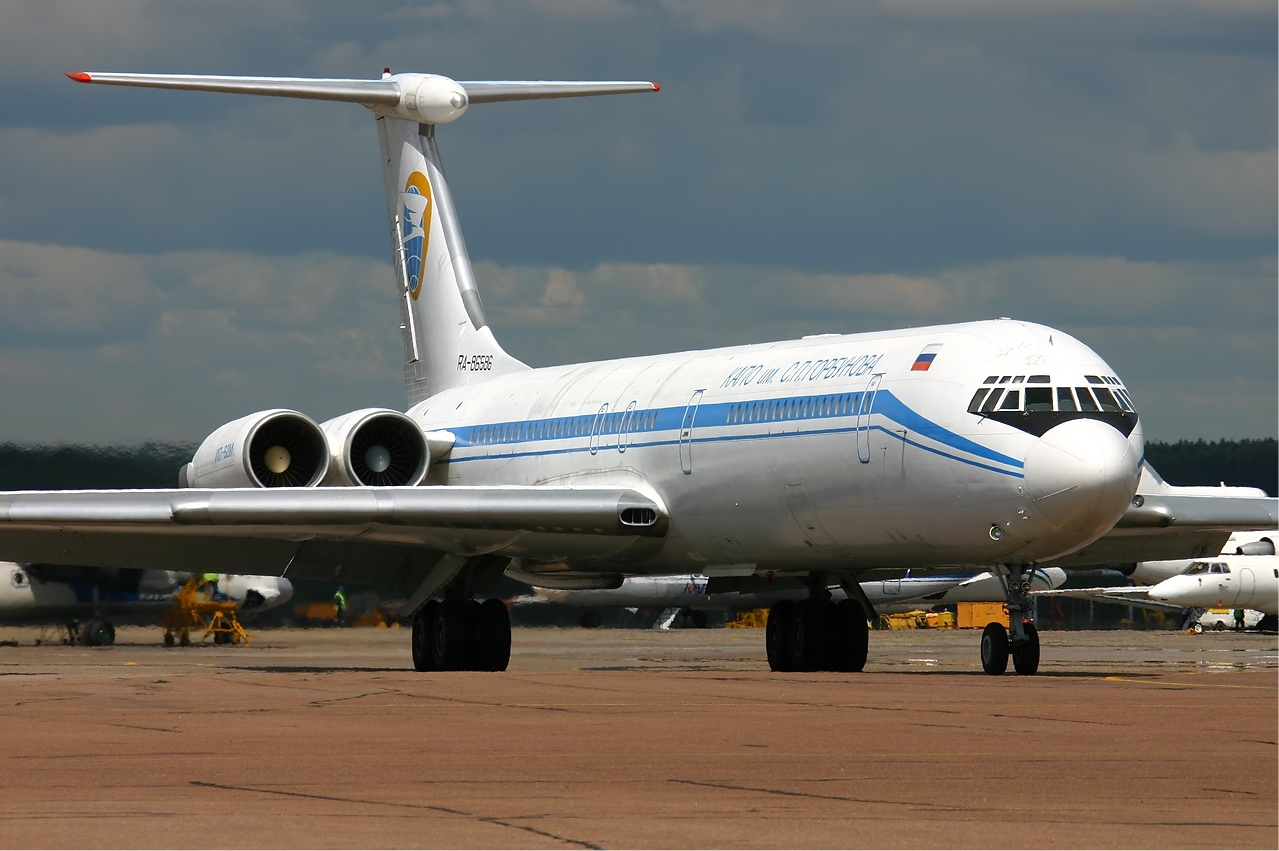
Ił-62M linii KAPO Avia

Kazańskie Zjednoczenie Przemysłu Lotniczego imienia S. P. Gorbunowa, KAPO (ros. Казанское авиационное производственное объединение имени С. П. Горбунова, KАПО) – rosyjskie przedsiębiorstwo przemysłu lotniczego. Znajduje się we wschodniej części Kazania w pobliżu lotniska Borisoglebskoje. Przedsiębiorstwo produkuje samoloty cywilne i wojskowe oraz trolejbusy, zatrudnia 5982 pracowników.

## Historia[1]
- W 1932 roku w ramach budowanego Kazańskiego Kombinatu Lotniczego uruchomiono Zakład nr 192 imienia Sergo Ordżonikidze. W latach 1934–1936 w zakładach produkowano największy wówczas samolot na świecie ANT-20 oraz kilku innych typów samolotów.
- W 1937 roku wdrożono produkcję ciężkiego samolotu bombowego dalekiego zasięgu Pe-8,
- W 1940 roku rozpoczęto licencyjną produkcję samolotu firmy Douglas DC-3, który otrzymał oznaczenie Li-2. A po wybuchu wojny samolotu Pe-2.
- Z kolei w 1927 roku w Moskwie uruchomiono Zakład Lotniczy nr 22 imienia Gorbunowa. W 1941 roku przedsiębiorstwo to ewakuowano do Kazania a następnie scalono z Zakładem nr 192 z zachowaniem nazwy zakładu moskiewskiego. W 1978 roku zakład otrzymał obecną nazwę.
- Przybycie z Moskwy dodatkowej wykwalifikowanej kadry umożliwiło zwiększenie produkcji o 1100 procent. Każdego dnia produkowano 10 do 12 samolotów Pe-2 – ogółem w czasie wojny wyprodukowano ich ponad 10000 sztuk.
- W 1947 roku rozpoczęto seryjną produkcję ciężkiego bombowca Tu-4 oraz jego pasażerskiego wariantu Tu-70. W 1952 roku wdrożono seryjną produkcję odrzutowy samolotu bombowego Tu-16, a w 1957 roku odrzutowego ponaddźwiękowego bombowca i samolotu rozpoznawczego Tu-22.
- Od roku 1962 do lat dziewięćdziesiątych w zakładach produkowano samolot pasażerski Ił-62 w różnych wersjach.
- W początkach lat osiemdziesiątych rozpoczęto wdrażanie produkcji turboodrzutowego naddźwiękowego bombowca Tu-160, którego do 1992 roku wyprodukowano 27 sztuk.

## Obecna produkcja
- Samolot pasażerski Tu-214
- Prace koncepcyjne nad samolot pasażerskim komunikacji regionalnej Tu-324
- Prace koncepcyjne nad samolotem transportowym Tu-330

## KAPO Avia
W latach 1991–2015 w ramach przedsiębiorstwa działała transportowa linia lotnicza KAPO Avia (IATA: G7). W skład jej floty wchodziły wersje cargo samolotów Ił-62, Tu-204 oraz An-26.